# Emmanuel Meafou

a Compétitions nationales et continentales officielles uniquement.

b Matchs officiels uniquement.
Dernière mise à jour le 15 mars 2025.
Emmanuel Meafou, né le 12 juillet 1998 à Ōtāhuhu (Nouvelle-Zélande), est un joueur franco-australien de rugby à XV évoluant au poste de deuxième ligne au Stade toulousain depuis 2019.
Il remporte le Championnat de France en 2021, 2023, 2024 et 2025 et la Coupe d'Europe en 2021 et 2024 avec le Stade toulousain.
Il obtient la nationalité française en novembre 2023 et joue avec l'équipe de France de rugby à XV depuis mars 2024.

## Biographie

### Jeunesse et formation
Né en Nouvelle-Zélande de parents Samoans, Emmanuel Meafou arrive en Australie à l'âge de deux ans, à Sydney. Il déménage ensuite à Brisbane puis plus tard à Melbourne, où il grandit,. Il commence par jouer au rugby à XIII dans le Queensland du Sud-Est, à Ipswich dès cinq ans, avant de passer au rugby à XV, à l'âge de seize ans, dans les équipes de jeunes du club Brothers Old Boys. Il est ensuite sélectionné, en juin 2015, pour jouer dans l'équipe Queensland II, dans la deuxième division du championnat australien des écoles (en).
En 2016, il perd l'envie de jouer au rugby, arrête le sport durant un an, avant que sa mère le pousse à rejouer car il avait pris trop de poids. Il reprend finalement le rugby à Brisbane avec un ami et reprend goût à ce sport. Cela lui permet de partir à Melbourne pour intégrer l'équipe des moins de 20 ans des Rebels, qui ne lui proposent jamais de contrat professionnel. Il est alors obligé de travailler en tant que façadier pour vivre. Il rejoint ensuite le Melbourne Rising, puis le Warringah RC et les New South Wales Country Eagles.

### Débuts professionnels en Australie (2017-2018)
Emmanuel Meafou fait ses débuts professionnels en Australie durant la saison 2017 du National Rugby Championship (NRC), avec le Melbourne Rising. Il joue au total sept matchs.
L'année suivante, en 2018, il joue à la fois en amateur avec le Warringah RC et en professionnel avec les New South Wales Country Eagles dans le National Rugby Championship (NRC). Cette saison, il est finaliste du Shute Shield avec le Warringah RC. À l'issue de cette saison 2018 durant laquelle il joue 24 matchs et inscrit quatre essais avec ses deux clubs, Emmanuel Meafou ne parvient pas à s'imposer dans le rugby australien et n'a aucune offre de contrat professionnel. Son agent lui conseille alors de passer des tests pour intégrer une franchise de NFL, via le programme International Player Pathway (en),. Les résultats sont concluants pour devenir defensive lineman, mais Meafou préfère retenter sa chance dans son sport de prédilection. Son agent envoie alors des vidéos de lui à des clubs de rugby français. Il reçoit un certain nombre d'offres avant d'accepter de jouer pour le centre de formation du Stade toulousain.

### Révélation au Stade toulousain (2019-2022)
Emmanuel Meafou intègre le centre de formation du Stade toulousain en décembre 2018. Un mois plus tard, en janvier 2019 il signe un contrat espoir le liant au club jusqu'en 2021. Le 21 décembre 2019, il joue son premier match avec l'équipe première du Stade toulousain, à l'occasion de la onzième journée de Top 14, contre Agen au Stade Armandie. Lors de cette saison 2019-2020 écourtée par la pandémie de Covid-19, il joue trois matchs : deux en championnat et un en Coupe d'Europe, lors du quart de finale remporté face à l'Ulster. Il n'inscrit pas d'essai.

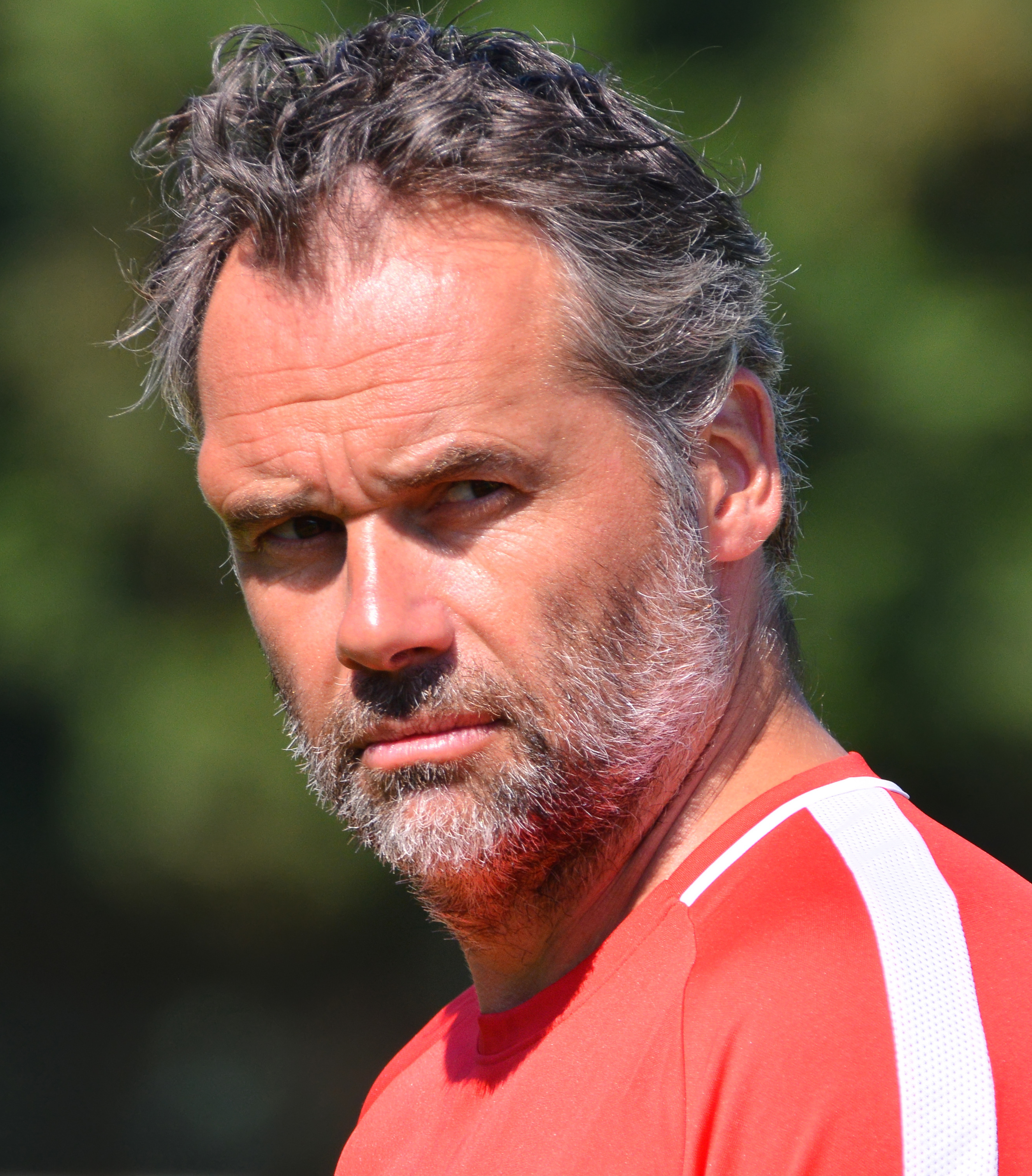
Ugo Mola, ici en 2018, est l'entraîneur d'Emmanuel Meafou depuis 2019.

En début de saison 2020-2021, Emmanuel Meafou doit faire face à la forte concurrence au poste de deuxième ligne à Toulouse, où jouent le leader Iosefa Tekori et les jumeaux Rory et Richie Arnold. Cependant, les départs de Florian Verhaeghe, Richie Gray voire Gillian Galan à ce poste avant le début de la saison lui laissent espérer obtenir plus de temps de jeu. Il se révèle rapidement, dès les premières journées de championnat durant lesquelles il impressionne. Il profite de ses bonnes performances et des blessures récurrentes des frères Arnold pour gagner beaucoup de temps de jeu. Il marque son premier essai avec le Stade toulousain en novembre 2020 lors de la dixième journée de Top 14, contre Agen. Il inscrit même un doublé, dans une large victoire des Toulousains sur le score de 63 à 18. En Coupe d'Europe, le Stade toulousain réalise un sans faute et se qualifie en finale après avoir éliminé le Munster, Clermont et l'Union Bordeaux Bègles. En finale, les Toulousains battent le Stade rochelais 17 à 22 et remportent ainsi leur cinquième titre dans la compétition,. Emmanuel Meafou ne participe cependant pas à cette finale. Il ne joue qu'un seul match dans la compétition, en phase de poule contre l'Ulster. Bien qu'il ne joue pas la finale, Meafou remporte le premier titre de sa carrière.
En Top 14, Emmanuel Meafou joue 23 matchs et marque six essais cette saison. Il se blesse cependant au pied lors de la dernière journée face à l'UBB, le privant des phases finales de championnat. Toulouse se qualifie de nouveau en finale et affronte encore une fois le Stade rochelais. Blessé Meafou ne participe donc pas à la finale remportée 18 à 8. Le Stade toulousain gagne son 21e bouclier de Brennus et Emmanuel Meafou le deuxième titre de sa carrière. Après ce doublé historique auquel il participe activement, Emmanuel Meafou s'est révélé durant cette saison et prétend désormais à une place de titulaire dans le XV de départ toulousain. Il est même cité parmi les meilleurs deuxième ligne de la saison de Top 14,.
De retour de sa blessure au pied au mois de novembre 2021, Emmanuel Meafou commence la saison 2021-2022 en concurrence avec Tekori, les frères Arnold et Thibaud Flament. Il joue seize matchs de Top 14 et six de Coupe d'Europe, échouant dans les deux compétitions en demi-finale. Cette saison, il participe aux phases finales, que ce soit en championnat ou en Coupe d'Europe, où il joue les quarts de finale et les demi-finales. Il est alors l’un des joueurs les plus utilisés par Ugo Mola, l'entraîneur toulousain. Durant cette saison, il déclare vouloir jouer pour l'équipe de France.

### L'un des meilleurs joueurs de Toulouse qui veut jouer pour la France (2022-2023)
La saison suivante, en 2022-2023, Emmanuel Meafou profite des départs de Tekori et Rory Arnold pour s'imposer comme le titulaire avec le numéro 5 dans le dos. L'autre place en deuxième ligne est convoitée par Flament, Richie Arnold ou Joshua Brennan. Début janvier 2023, à 24 ans, il signe une prolongation de contrat le liant jusqu'en 2025 avec le Stade toulousain. Il est désormais un des éléments les plus importants de son équipe.
En janvier 2023, le sélectionneur du XV de France, Fabien Galthié, annonce suivre de très près Emmanuel Meafou, après que ce dernier a exprimé à plusieurs reprises son souhait de jouer pour les Bleus. Il ne peut pas participer au Tournoi des Six Nations 2023 car il est en attente d'un passeport français, et doit également attendre le mois de novembre 2023, date à laquelle il bénéficiera de cinq ans de résidence en France, nécessaire pour être sélectionnable,,. Contacté par Eddie Jones, le sélectionneur de l'Australie, qui tente de le convaincre de jouer avec les Wallabies, il décline l'offre pour pouvoir jouer pour la France,. Dans ces conditions, il ne peut donc pas participer à la Coupe du monde 2023, car trop juste pour être sélectionnable en bleu, refuse de jouer pour l'Australie ou les Samoa, pays de ses parents et dont il détient un passeport, et ne peut pas jouer pour la Nouvelle-Zélande, son pays de naissance, car il ne joue pas en Nouvelle-Zélande comme le veut la fédération néo-zélandaise. En mars 2023, Fabien Galthié le sélectionne tout de même dans le groupe de 42 joueurs appelés pour préparer le dernier match du Tournoi des Six Nations contre le Pays de Galles. Il rejoint le groupe seulement en tant que partenaire d'entraînement et ne participe pas à la rencontre car non-sélectionnable.
De retour avec son club, il se qualifie jusqu'en demi-finale de la Champions Cup, avant d'être éliminé une fois de plus aux portes de la finale par le Leinster, une défaite 41 à 22,. Toutefois, en championnat, les Toulousains terminent à la première place de la saison régulière, se qualifiant donc en demi-finale où ils battent largement le Racing 92 sur le score de 41 à 14 et retrouvent donc le Stade rochelais en finale, comme en 2021,. En finale, il est titulaire en deuxième ligne en compagnie de Richie Arnold, avant de quitter le terrain en seconde période à cause d'une blessure au pied,. Dans un match très serré, Toulouse s'impose en fin de match et l'emporte 29 à 26,. Emmanuel Meafou remporte donc le Bouclier de Brennus pour la deuxième fois de sa carrière. Cette blessure, le rend indisponible environ deux mois ; il n'est donc pas sélectionné dans le groupe des Bleus pour préparer la Coupe du monde. En plus de cette blessure, World Rugby a refusé son éligibilité pour la compétition, alors que la fédération française avait fait une demande de dérogation. Il ne peut donc pas participer à la Coupe du monde 2023.
À l'issue de cette saison, il est nommé pour l'Oscar d'Or aux Oscars du Midi olympique, récompensant le meilleur joueur français de la saison. Il ne gagne toutefois pas cette distinction, Grégory Alldritt, Thomas Ramos et Camille Lopez étant les trois joueurs récompensés. Il est aussi élu dans l'équipe type de la saison de championnat.

### International français (depuis 2024)
Le 9 novembre 2023, il obtient la nationalité française. Il est donc sélectionnable avec l'équipe de France,. Mi-janvier 2024 il est sélectionné avec les Bleus pour le Tournoi des Six Nations 2024,. Cependant, il est contraint de déclarer forfait quelques jours plus tard à cause d'une blessure à un genou. Il fait finalement son retour fin février, afin de préparer la quatrième journée du Tournoi des Six Nations. Le 8 mars, sa titularisation contre le pays de Galles est annoncée par Fabien Galthié.
Le 25 mai 2024, il est titulaire avec le Stade toulousain en finale de la Champions Cup au Tottenham Hotspur Stadium de Londres face au Leinster. Il est associé à Thibaud Flament en deuxième ligne. Les Toulousains s'imposent 31 à 22 après les prolongations face aux irlandais et remportent ainsi le 6e titre de champions d'Europe du club.
Il est ensuite forfait pour la phase finale du championnat remportée par ses coéquipiers toulousains.

## Statistiques

### En club
| Saison                 | Club                   | Championnat | Championnat | Championnat | Coupe d'Europe | Coupe d'Europe | Coupe d'Europe |
| Saison                 | Club                   | Compétition | Matchs      | Essais      | Compétition    | Matchs         | Essais         |
| ---------------------- | ---------------------- | ----------- | ----------- | ----------- | -------------- | -------------- | -------------- |
| 2019-2020              | Stade toulousain       | Top 14      | 2           | –           | Coupe d'Europe | 1              | –              |
| 2020-2021              | Stade toulousain       | Top 14      | 23          | 6           | Coupe d'Europe | 1              | –              |
| 2021-2022              | Stade toulousain       | Top 14      | 16          | 2           | Coupe d'Europe | 6              | 1              |
| 2022-2023              | Stade toulousain       | Top 14      | 23          | 9           | Champions Cup  | 7              | 3              |
| 2023-2024              | Stade toulousain       | Top 14      | 8           | 2           | Champions Cup  | 4              | 2              |
| Total Stade toulousain | Total Stade toulousain | Top 14      | 72          | 19          | Coupe d'Europe | 19             | 6              |

### Internationales
Au 15 mars 2025, Emmanuel Meafou compte 9 sélections en équipe de France, dont 7 en tant que titulaire, depuis sa première cape face aux Pays de Galles, le 10 mars 2024. Il compte aussi deux participations au Tournoi des Six Nations en 2024 et 2025.
| Année | Compétition | Matchs | Points | Essais |
| ----- | ----------- | ------ | ------ | ------ |
| 2024  | Six Nations | 2      | -      | -      |
| 2024  | Test matchs | 3      | -      | -      |
| 2025  | Six Nations | 4      | -      | -      |
| Total | Total       | 9      | 0      | 0      |

## Palmarès

### En club
- Warringah
  - Finaliste du Shute Shield en 2018

- Stade toulousain
  - Vainqueur du Championnat de France en 2021[N 1], 2023, 2024[N 1] et 2025
  - Vainqueur de la Champions Cup en 2024

### En équipe nationale
- France
  - Vainqueur du Tournoi des Six Nations en 2025

| Édition          | Rang | Résultats France | Résultats Meafou | Matchs Meafou |
| ---------------- | ---- | ---------------- | ---------------- | ------------- |
| Six Nations 2024 | 2    | 3 v, 1 n, 1 d    | 2 v, 0 n, 0 d    | 2/5           |
| Six Nations 2025 | 1    | 4 v, 0 n, 1 d    | 3 v, 0 n, 1 d    | 4/5           |

Légende : v = victoire ; n = match nul ; d = défaite ; la ligne est en gras quand il y a Grand Chelem.

### Distinctions personnelles
- Membre de l'équipe type du Championnat de France en 2023